# Goniothalamus calvicarpus
Goniothalamus calvicarpus är en kirimojaväxtart som beskrevs av William Grant Craib. Goniothalamus calvicarpus ingår i släktet Goniothalamus och familjen kirimojaväxter. Inga underarter finns listade i Catalogue of Life.